# Ayotoxco de Guerrero
Ayotoxco de Guerrero es una localidad del estado mexicano de Puebla. Es cabecera del municipio de Ayotoxco de Guerrero.

## Demografía
| Censo | Población |
| ----- | --------- |
| 1900  | 816       |
| 1910  | 1367      |
| 1921  | 1070      |
| 1930  | 427       |
| 1940  | 494       |
| 1950  | 712       |
| 1960  | 1136      |
| 1970  | 1657      |
| 1980  | 1726      |
| 1990  | 1979      |
| 1995  | 2242      |
| 2000  | 2503      |
| 2005  | 2713      |
| 2010  | 2911      |
| 2020  | 3163      |